# Catocala georgeana
Catocala georgeana là một loài bướm đêm trong họ Erebidae.